# Божко, Александр Фёдорович
Александр Фёдорович Божко (укр. Олександр Федорович Божко; род. 26 июля 1956, Сталино) — украинский общественно-политический деятель, дипломат. Глава Украинского молодежного Чернобыльского фонда (с 1990). Вице-президент Ассоциации дружбы «Украина-Куба». Чрезвычайный и Полномочный Посол Украины в Республике Куба (2013—2014).

## Биография
Родился 26 июля 1956 года в городе Сталино. В 1978 году окончил Донецкий политехнический институт.
С 1980 по 1990 год — работал секретарём Селидовского городского комитета ЛКСМУ, являлся начальником штаба решения чрезвычайных ситуаций при ЦК ЛКСМ Украины. С 1990 года председатель Украинского молодежного Чернобыльского фонда. Вице-президент Ассоциации дружбы «Украина-Куба».
С 6 декабря 2013 по 28 апреля 2014 года — Чрезвычайный и Полномочный Посол Украины в Республике Куба.

## Награды
- Почётный знак отличия Президента Украины (1996)
- Орден Дружбы (2000, Куба)
- Международный Орден Святого Станислава (2002)[3]